# Campiglossa gemma
Campiglossa gemma är en tvåvingeart som först beskrevs av Erich Martin Hering 1939.  Campiglossa gemma ingår i släktet Campiglossa och familjen borrflugor. Inga underarter finns listade.